# Петро Перший (роман)
«Петро Перший» (рос. Пётр Первый) — незавершений історичний роман-епопея російського радянського письменника Олексія Толстого, написаний ним у 1928—1945 роках. Роман розповідає про першого російського імператора Петра Першого, про його дитинство і юність, початок Північної війни 1700—1721 років.
Роман складається із трьох книг. Перша книга охоплює період від 1682 до 1699 року, дитинство і юність Петра, його боротьбу із сестрою Софією за владу, Кримські та Азовські походи. Центральним епізодом другої книги є початок Північної війни та битва під Нарвою (зокрема, автор описує втечу Петра із поля бою). У третій книзі розповідається про перші перемоги російського війська у війні, вторгнення Карла XII до Польщі і боротьбу між Станіславом Лещинським та Августом II.
Роман «Петро Перший» О. М. Толстой не закінчив через свою смерть 23 лютого 1945 року і роман обривається на взятті російськими військами Нарви у 1704 році. 